# ماریا گولوبینیا
ماریا گولوبینیا (روسی: Мария Васильевна Голубничая؛ ۲۴ فوریهٔ ۱۹۲۴ – ۲۲ اوت ۲۰۱۵) ورزشکار دو و میدانی اهل روسیه بود.